# アンファニー・サイモンズ
アンファニー・タイリーク・サイモンズ（Anfernee Tyrik Simons, 1999年6月8日- ）は、アメリカ合衆国フロリダ州アルタモンテスプリングス出身のプロバスケットボール選手。NBAのボストン・セルティックスに所属している。ポジションはコンボガード。

## 経歴

### ハイスクール
エッジウォーター高等学校を経てIMGアカデミーでプレーしたあと、2018年のNBAドラフトにエントリーした。

### ポートランド・トレイルブレイザーズ
ドラフト1巡目全体24位でポートランド・トレイルブレイザーズから指名を受け7月2日に契約した。高卒プレイヤーがNBAドラフトで指名されたのは近年では2015年のサトナム・シン、2017年のソン・メイカー以来3人目。アメリカ人プレイヤーとしては2005年にリーグが年齢制限を設けて以来初の指名となった。
2019年4月10日のサクラメント・キングス戦ではデイミアン・リラード、CJ・マッカラムの両エースが欠場したこともあり、キャリアハイの37得点を記録した。ブレイザーズのルーキーが30得点以上を記録したのは前述のリラード以来である。
2020-21シーズンはオールスターゲームのハーフタイムに行われたスラムダンクコントテストに出場。決勝ラウンドでオビ・トッピンを破り優勝した。4月27日のインディアナ・ペイサーズ戦にて3ポイントシュートを9本連続で成功させ、テリー・ポーターの7本連続を更新するフランチャイズ新記録とクレイ・トンプソンに並ぶNBAタイ記録を樹立した。また、過去4試合を含め13本連続で3ポイントシュートを成功させるNBAタイ記録も同時に樹立した。
2021-22シーズン、2022年1月3日のアトランタ・ホークス戦でキャリアハイとなる43得点を含む9本のスリーポイントと7アシストをマークし、40得点以上をマークしたフランチャイズの最年少記録を更新した。また、試合後のインタビューで前日に祖父が癌で亡くなったことを明かし、この試合を祖父に捧げた。また、同年1月に主力のリラードが離脱し、2月にはマッカラムがトレードされたことにより役割が増加。1月以降スターターとして27試合に出場し、その間平均23.4得点5.8アシストの成績を残した。しかし、3月28日に左ひざの膝蓋腱炎によりシーズンを全休することが発表された。
このシーズン終了後に制限付きFAとなったが、6月22日にブレイザーズと4年1億ドルで再契約した。
2022-23シーズン、2022年10月21日のフェニックス・サンズ戦でオーバータイムの末に決勝点となるフックショットを成功させた。12月3日のユタ・ジャズ戦ではキャリアハイとなる45得点をマークした。
2024-2025シーズン、当時ボストン・セルティックスにいたドリュー・ホリデーとのトレードが合意され、2巡目指名権2枚と共にボストン・セルティックスへと移籍することが報道された。ドリュー・ホリデーでは、デイミアン・リラードとのトレードの際に、一回ブレイザーズに来ている。しかし、その直後にロバート・ウィリアムズ三世とマルコム・ブログドンと2024年の1巡目指名権(ウォリアーズ)と2029年の1巡目指名権がドリュー・ホリデーとトレードと報道された。

### ボストン・セルティックス
2025年7月7日、ドリュー・ホリデーとのトレードでボストン・セルティックスに移籍したことが正式に発表された。

## 個人成績

### NBA

#### レギュラーシーズン
| シーズン | チーム | GP  | GS  | MPG  | FG%  | 3P%  | FT%  | RPG | APG | SPG | BPG | PPG  |
| -------- | ------ | --- | --- | ---- | ---- | ---- | ---- | --- | --- | --- | --- | ---- |
| 2018–19  | POR    | 20  | 1   | 7.1  | .444 | .345 | .563 | .7  | .7  | .1  | .0  | 3.8  |
| 2019–20  | POR    | 70  | 4   | 20.7 | .399 | .332 | .826 | 2.2 | 1.4 | .4  | .1  | 8.3  |
| 2020–21  | POR    | 64  | 0   | 17.3 | .419 | .426 | .807 | 2.2 | 1.4 | .3  | .1  | 7.8  |
| 2021–22  | POR    | 57  | 30  | 29.5 | .443 | .405 | .888 | 2.6 | 3.9 | .5  | .1  | 17.3 |
| 2022–23  | POR    | 62  | 62  | 35.0 | .447 | .377 | .894 | 2.6 | 4.1 | .7  | .2  | 21.1 |
| 2023–24  | POR    | 46  | 46  | 34.4 | .430 | .385 | .916 | 3.6 | 5.5 | .5  | .1  | 22.6 |
| 2024–25  | POR    | 70  | 70  | 32.7 | .426 | .363 | .902 | 2.7 | 4.8 | .9  | .1  | 19.3 |
| 通算     | 通算   | 389 | 213 | 26.8 | .431 | .381 | .880 | 2.5 | 3.3 | .5  | .1  | 15.0 |

#### プレーオフ
| シーズン | チーム | GP | GS | MPG  | FG%  | 3P%  | FT%  | RPG | APG | SPG | BPG | PPG |
| -------- | ------ | -- | -- | ---- | ---- | ---- | ---- | --- | --- | --- | --- | --- |
| 2019     | POR    | 5  | 0  | 2.4  | .000 | .000 | .800 | .0  | .0  | .2  | .0  | .8  |
| 2020     | POR    | 4  | 0  | 20.5 | .308 | .429 | .833 | 2.8 | 2.5 | 1.5 | .0  | 6.8 |
| 2021     | POR    | 6  | 0  | 17.8 | .560 | .611 | ---  | 2.7 | .8  | .3  | .2  | 6.5 |
| 通算     | 通算   | 15 | 0  | 13.4 | .379 | .500 | .818 | 1.8 | 1.0 | .6  | .1  | 4.7 |